# چار خاجوریا
چار خاجوریا (به لاتین: Char Khajuria) یک روستا در بنگلادش است که در استان باریسال و در ناحیه باریسال واقع شده است.